# Patrick Cauvin
Patrick Cauvin (* 6. Oktober 1932 in Marseille; † 13. August 2010 in Paris) war ein französischer Schriftsteller.

## Leben
Claude Klotz (späteres Pseudonym: Patrick Cauvin) war bis 1976 Gymnasiallehrer in La Garenne-Colombes. Unter seinem Geburtsnamen veröffentlichte er von 1968 bis 2002 (in den Verlagen Christian Bourgois, J.-C. Lattès und Albin Michel) insgesamt 30 Romane, von denen einer ins Deutsche übersetzt wurde. Von 1974 bis 2014 erschienen unter dem Pseudonym 33 weitere Romane (davon 6 auch auf Deutsch) in den Verlagen Lattès, Albin Michel, Plon, Le Cherche midi und NIL. Hinzu kamen noch 13 Kriminalromane (ebenfalls unter Pseudonym).
Besonders erfolgreich war der Roman Für Kinder ist die Welt zu dumm, in dem zwei Hochbegabte von 11 und 12 Jahren, ein französischer Unterschichtenjunge und ein US-amerikanisches Oberschichtenmädchen, gegen den Widerstand der Familien zueinander finden. Chantal Lavigne warf Cauvin Sentimentalität vor, nannte ihn aber auch einen Meistererzähler (maître conteur).
Klotz/Cauvin war als Teil des Sammelpseudonyms Claude Guylouis auch als Comic-Szenarist tätig.

## Werke (soweit ins Deutsche übersetzt)

### Claude Klotz
- Paris Vampire. Lattès, 1970.
  - Der Vampir von Paris. Ullstein, 1975.

### Patrick Cauvin
- L’amour aveugle. Lattès, 1974.
  - Blinde Liebe. Rowohlt, 1975, 1980, 1981.
- Monsieur Papa. Lattès, 1976.
  - Monsieur Papa. Zsolnay, 1977. Droemer-Knaur, 1979.
- E=mc² mon amour. Lattès, 1977.
  - Für Kinder ist die Welt zu dumm. Zsolnay, 1978. Droemer-Knaur, 1981.
- Laura Brams. Albin Michel, 1984.
  - Laura Brams. Schröder, 1986. Bastei, 1988.
- Haute-Pierre. Albin Michel, 1985.
  - Das Haus des Schreckens. Marion-von-Schröder-Verlag, 1987. Lübbe, 1989.
- Le sang des roses. Albin Michel, 2002.
  - Das Blut der Rosen. Blanvalet, 2005.

## Filme (Auswahl)
- 1976: Die Herren Dracula (Vorlage)
- 1979: Ich liebe dich – I Love You – Je t’aime (Vorlage)
- 1990: Der Mann der Friseuse (Drehbuchmitwirkung)
- 2002: Das zweite Leben des Monsieur Manesquier (Drehbuch)

## Deutsche Hörspielfassung
- 1987: RIFF – Ohrclip: Für Kinder ist die Welt zu dumm (29 Teile) – Regie: Manfred Brückner (Hörspielbearbeitung, Kinderhörspiel – WDR)[2]